# Єва Бідермане
Єва Бідермане (латис. Ieva Bidermane; нар. 6 листопада 1984, Латвійська РСР) — латвійська футболістка, півзахисниця, виступала за збірну Латвії. Також має ступінь доктора з фізики.

## Клубна кар'єра
Навчаючись в Латвійському університеті, Єва Бідермане паралельно почала грати в футбол у тренера Тетяни Шалімової. У грудні 2008 року удостоєна нагороди найкращої футболістки року.
Продовжуючи навчання в магістратурі, Єва Бідермане в рамках програми обміну студентів «Еразмус» опинилася в Парижі, а згодом в Упсалі. Там вона грала за місцеві футбольні клуби.
У 2015 році Єва Бідермане повернулася в Латвію та відіграла сезон у новоствореному клубу «Рига Юнайтед», а в кінці року знову була визнана найкращою футболісткою країни. У 2016 році перейшла до представника Берлін-ліги «Ліхтенберг».

## Кар'єра в збірній
З 2011 року виступала за збірну Латвії, у футболці якої зіграв 9 матчів. У футболці жіночої збірної Латвії дебютувала 3 березня 2011 року в товариському матчі проти збірної Люксембургу. У березні 2017 року в складі Латвії Єва взяла участь у Кубку Афродіти в Лімассолі на Кіпрі.

## Досягнення

### Командні
- Чемпіонат Латвії
  -  Чемпіон (2): 2007, 2008
  -  Срібний призер (1): 2006
  -  Бронзовий призер (1): 2005

### Особисті
- Футболістка року в Латвії (2): 2008, 2015